# Campionati italiani di triathlon lungo del 2006
I Campionati italiani di triathlon lungo del 2006 sono stati organizzati dalla Federazione Italiana Triathlon e si sono tenuti a Misano Adriatico in Emilia-Romagna, in data 3 giugno 2006.
Tra gli uomini ha vinto Gianpietro De Faveri (G.P. Triathlon), mentre la gara femminile è andata a Martina Dogana (Tri. Rari Nantes Marostica).

## Risultati

### Élite uomini
| Pos. | Atleta                   | Società sportiva           | Nuoto    | Bici     | Corsa    | Totale   |
| ---- | ------------------------ | -------------------------- | -------- | -------- | -------- | -------- |
|      | Gianpietro De Faveri     | G.P. Triathlon             | 00:41:12 | 03:11:27 | 02:05:44 | 06:00:27 |
|      | Fermo Bernasconi         | T.D. Rimini                | 00:46:37 | 03:15:03 | 01:56:56 | 06:00:52 |
|      | Federico Girasole        | Pasta Granarolo            | 00:47:56 | 03:19:24 | 01:56:05 | 06:05:44 |
| 4    | Massimo Cigana           | Bianchi-Keyline            | 00:53:21 | 03:12:56 | 01:59:52 | 06:09:09 |
| 5    | Alberto Roviera          | Ironbiella                 | 00:51:59 | 03:23:13 | 01:53:19 | 06:10:31 |
| 6    | Claudio Balboni          | Pol. Centese T&D           | 00:54:50 | 03:19:27 | 01:56:04 | 06:14:11 |
| 7    | Werner Uberbacher        | Läufer Club Bozen          | 00:48:59 | 03:18:38 | 02:04:50 | 06:14:14 |
| 8    | Diego Gazzari            | G.P. Triathlon             | 00:47:07 | 03:19:59 | 02:07:27 | 06:16:36 |
| 9    | Andrea Vecchiato         | Läufer Club Bozen          | 00:54:57 | 03:20:03 | 02:01:17 | 06:18:03 |
| 10   | Gabriele Mazzetta        | Torino 3                   | 00:47:20 | 03:26:55 | 02:05:04 | 06:21:23 |
| 11   | Massimo Torsani          | T.D. Rimini                | 00:56:27 | 03:23:49 | 01:57:59 | 06:21:40 |
| 12   | Stefano Paoli            | Läufer Club Bozen          | 00:47:25 | 03:19:06 | 02:12:59 | 06:22:09 |
| 13   | Matteo Annovazzi         | Peperoncino Team           | 00:48:00 | 03:30:58 | 02:03:55 | 06:25:25 |
| 14   | Christian Perera         | ARC Busto Arsizio          | 00:51:55 | 03:27:06 | 02:06:38 | 06:28:14 |
| 15   | Armando Pizzoni Ardemani | Padova Nuoto Triathlon     | 00:48:40 | 03:26:08 | 02:13:02 | 06:30:22 |
| 16   | Guido Esposito           | Torino 3                   | 00:47:34 | 03:29:22 | 02:10:15 | 06:31:53 |
| 17   | Filippo Dal Maso         | Tri. Rari Nantes Marostica | 00:58:39 | 03:26:19 | 02:04:36 | 06:32:29 |
| 18   | Marco Troni              | T.D. Rimini                | 00:55:20 | 03:28:03 | 02:07:06 | 06:32:39 |
| 19   | Marco Infante            | CUS Bari                   | 00:51:45 | 03:31:33 | 02:07:27 | 06:32:52 |
| 20   | Stefano Pessina          | Friesian Team              | 00:56:35 | 03:32:23 | 01:59:47 | 06:34:27 |

### Élite donne
| Pos. | Atleta               | Società sportiva             | Nuoto    | Bici     | Corsa    | Totale   |
| ---- | -------------------- | ---------------------------- | -------- | -------- | -------- | -------- |
|      | Martina Dogana       | Tri. Rari Nantes Marostica   | 00:51:56 | 03:46:29 | 02:06:11 | 06:46:30 |
|      | Manuela Ianesi       | Läufer Club Bozen            | 00:47:55 | 03:45:46 | 02:23:43 | 06:59:36 |
|      | Lisa Desiderà        | G.P. Triathlon               | 00:58:31 | 03:48:26 | 02:30:12 | 07:20:57 |
| 4    | Irma Ventura         | Triathlon Cremona Stradivari | 00:52:04 | 04:06:51 | 02:20:41 | 07:23:05 |
| 5    | Dina Braguti         | Triathlon Cremona Stradivari | 00:50:51 | 04:03:35 | 02:31:42 | 07:28:54 |
| 6    | Rita Quadri          | Steel Triathlon Bergamo      | 01:03:36 | 04:07:56 | 02:17:42 | 07:34:36 |
| 7    | Anna Quagliaro       | G.P. Triathlon               | 01:03:07 | 04:10:31 | 02:25:40 | 07:42:54 |
| 8    | Alina Padleckaite    | Los Tigres                   | 00:59:23 | 04:10:06 | 02:30:21 | 07:43:03 |
| 9    | Elisabetta Stampi    | CUS Ferrara                  | 01:03:37 | 04:24:30 | 02:11:47 | 07:44:02 |
| 10   | Daniela Pallaro      | G.P. Triathlon               | 00:58:43 | 04:28:05 | 02:30:56 | 08:01:28 |
| 11   | Virna Stavla         | Padova Triathlon             | 01:14:40 | 04:24:22 | 02:32:44 | 08:21:11 |
| 12   | Lorena Scupilliti    | Triathlon Bergamo            | 01:11:56 | 04:17:11 | 02:59:31 | 08:33:57 |
| 13   | Maria Beatrice Crova | Padova Triathlon             | 01:11:58 | 04:46:38 | 02:54:09 | 08:57:37 |
| 14   | Carmela D'Anza       | Padova Triathlon             | 01:14:20 | 04:41:36 | 02:54:06 | 08:57:37 |